# BATTeRS
BATTeRS (バッターズ?, Battãzu), acronimo per Bisei Asteroid Tracking Telescope for Rapid Survey, è un programma di osservazione dei detriti spaziali e dei NEO svolto a partire dal 1996 dal Bisei Spaceguard Center, un osservatorio astronomico situato nella cittadina di Bisei, prefettura di Okayama in Giappone, nell'ambito della Japanese Spaceguard Association sotto il coordinamento del Japan Space Forum. In letteratura è citato anche come BATTeRS Project.
La strumentazione utilizzata è costituita da un telescopio Cassegrain da 100 cm e da un rilevatore CCD da 2048x4096 pixel.
Il programma, a gennaio 2021 è accreditato della scoperta della cometa C/2001 W2 BATTERS e di 440 asteroidi.

## Osservatorio
L'osservatorio a cui fa capo l'indagine astronomica nasce nel 1973 a seguito della costruzione di un parco storico medievale di 10,5 ha nella città di Ibara, a cui nel 2005 vengono accorpate le città di Bisei, Yoshii e due distretti; Ibara è situata nella prefettura di Okayama. La città è conosciuta tra gli astronomi come la prima città del Giappone a promulgare e implementare un'ordinanza sulla prevenzione dell'inquinamento luminoso. Al tempo dell'apertura, effettuata il 7 luglio 1993, era l'osservatorio astronomico del Giappone aperto al pubblico con il più grande telescopio riflettore, di 101 cm.
Unitamente al telescopio principale, nella cupola osservativa sono situati due rifrattori a montatura equatoriale a forcella a sbalzo da 8 cm dotati di filtri. Due ulteriori riflettori da 50 cm e da 25 cm sono utilizzati a fini divulgativi e per il tracciamento e l'osservazione di detriti spaziali in rapido movimento.